# 우주복 있음, 출장 가능
《우주복 있음, 출장 가능》(영어: Have Space Suit—Will Travel)은 로버트 A. 하인라인의 1958년 장편 SF소설이다. 달에 가는 것이 소원인 고등학생 킵이 ‘여행 경비 전액 지원 달 여행’을 상품으로 건 대회에 응모했다가 달 여행에 당첨되는 대신 중고 우주복을 수령받게 되면서 일어나는 일들을 다루고 있다. 대한민국에는 아작에서 최세진 번역으로 출간되었는데, 기존에 1996년 <은하를 넘어서>란 제목으로 출간되었다가 20년 만에 새롭게 번역을 하고 원제를 살려 재출간된 것이다. 1959년 휴고상 후보에 올랐다.